# James Searle
James Searle (* 1730 in New York City, Provinz New York; † 7. August 1797 in Philadelphia, Pennsylvania) war ein US-amerikanischer Politiker. Zwischen 1778 und 1780 war er Delegierter für Pennsylvania im Kontinentalkongress.

## Werdegang
James Searle besuchte die öffentlichen Schulen seiner Heimat. Später lebte er 16 Jahre lang auf Madeira, wo er zusammen mit seinem Bruder John im Handel tätig war. Im Jahr 1765 (nach anderen Angaben 1762) ließ er sich in Philadelphia nieder, wo er weiter im Handel und als Agent der Firma seines Bruders arbeitete. Dabei brachte er es zu einem beträchtlichen Reichtum. Im selben Jahr gehörte er zu den Unterzeichnern des Non-Importation Agreement, in dem die Händler als Protest gegen den Stamp Act zum Boykott britischer Waren aufriefen. In den 1770er Jahren schloss er sich dann der Revolutionsbewegung an. Zwischen 1776 und 1778 war er einer der Manager der United States Lottery und 1778 gehörte er dem Marineausschuss (Navy Board) an. In den Jahren 1778 bis 1780 vertrat er Pennsylvania im Kontinentalkongress. Von 1779 bis 1781 war er auch Kurator der University of Pennsylvania. Zwischen 1780 und 1782 war er in diplomatischer Mission in Frankreich und den Niederlanden, wo er erfolglos versuchte, einen Kredit für seinen Heimatstaat aufzunehmen. Von 1784 bis 1785 lebte er in New York City und arbeitete dort als Agent für eine Importfirma. Anschließend kehrte er nach Philadelphia zurück, wo er am 7. August 1797 verstarb.